# Kingtaube
Die Kingtaube ist eine Haustaubenrasse und gehört zur Gruppe der Huhntauben.

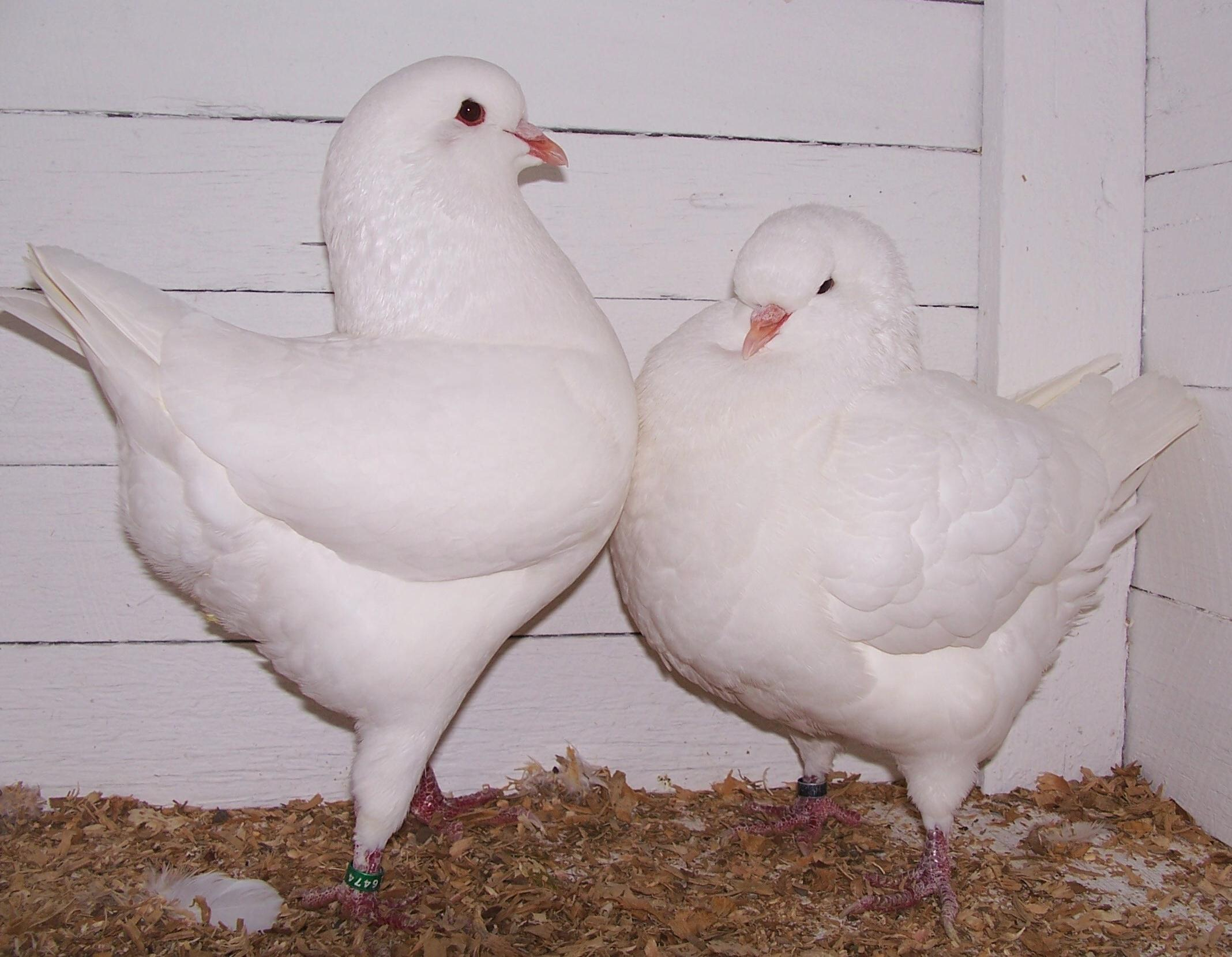
Weiße King

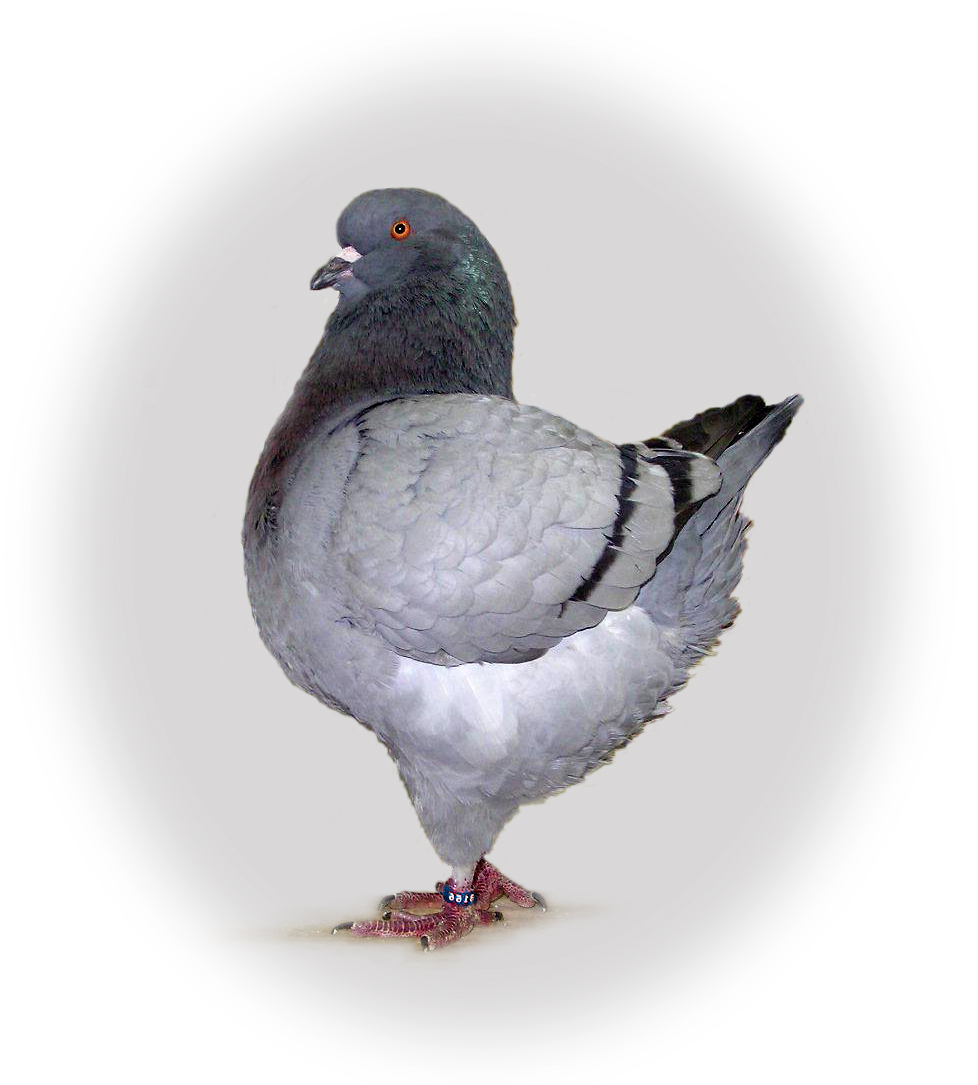
Blaue King

## Herkunft
Die Geschichte der Kingtaube beginnt in den USA im Staat New Jersey wo im Jahre 1890 Harry Baker eine fruchtbare große, kräftige und doch optisch schöne Taube züchtete. Als dazu geeignete Ausgangsrassen für die Zucht nahm er die „Runt“ aufgrund ihrer Körperform und Größe, die „Duchess“ wegen ihrer eleganten Haltung, die Maltesertaube wegen ihrer huhnähnlichen Form und die Homertaube wegen ihrer Lebhaftigkeit und Fruchtbarkeit. Er gab ihr den Namen „King“, um damit die Größe und Eleganz zum Ausdruck zu bringen.
1895 verkaufte er seine Zucht an William McMahon und Harry Troth, welche die Zucht über mehrere Jahre weiter fortführten. Sie schafften es den Bekanntheitsgrad der Kingtaube in den USA zu vergrößern. In dieser Zeit verkauften sie zahlreiche Kingtauben, die zu diesem Zeitpunkt immer noch nur die Farbe weiß hatten.
Ein Käufer war Eugen G. Giroux. Er war nicht nur ein Taubenliebhaber, sondern ein Taubenfanatiker. Zusammen mit seinem Bruder begann er die Zucht der weißen Kingtauben und baute sie innerhalb kürzester Zeit auf mehrere Tausend Tiere aus. Seine Intention war auch die Kingtaube als Fleischlieferant zu Nutze zu machen. Durch sein Wirken und die Gründung der „White King Squab Company“ (Weißer King Wettstreit – Club) legte er den Grundstein für die zunehmende Beliebtheit der „Weißen King“ in den USA.
Im März 1915 wurde die „American White King Association“ durch Züchter gegründet, die Handlungsbedarf bei der Förderung und Anerkennung der Kingtaube als Rassetaube sahen. Aus den anfänglich 9 Gründungsmitgliedern wurden Ende des Jahres 44 Mitglieder. Noch im Gründungsjahr wurde das erste Jahrbuch herausgegeben, in dem der „Standard of Perfection (1915)“ zum ersten Mal beschrieben war. Zeitgleich zum weißen King waren andere Züchter damit beschäftigt einen Silber King zu züchten, welche heute als Braunfahl bezeichnet werden. Ein Pionier der Züchtung von Silber – Kings war C. Ray King aus Kalifornien. Er arbeitete 1919 einen Standard heraus, der vom Kalifornischen Taubenclub genehmigt wurde, und ebnete so den Weg der Silber – Kings. Zwei Jahre später, bei der fünften Jahresversammlung in Kalifornien, wurde der Name der „American White King Association“ in „American King Club“ (AKC) geändert und der Standard noch einmal überarbeitet. Damit stand der Züchtung von neuen Farbschlägen nichts mehr im Weg. 

### Musterbeschreibung
- Gesamteindruck:massig, soll aussehen wie ein Regentropfen
- Rassemerkmale:robust
  - Kopf:steile Stirn, kurzer grader Schnabel
  - Augen:je nach Rasse unter schiedlich (braunfahl klare Augen)
  - Schnabel:kurz
  - Hals:muss in einer Linie mit Beinen sein (Hals-Beinlinie)
  - Brust:stark – kräftig
  - Schwanz: geschlossen (jede Feder untereinander)